# Aeropuerto de Puerto San José
El Aeropuerto del Puerto de San José (OACI: MGSJ), Actualmente Aerodrómo de San José o Brigada de Paracaidistas "General Felipe Cruz" y también conocido como Base Aérea de Paracaidistas General Felipe Cruz (GFC) es un aeropuerto militar utilizado mayormente para el entrenamiento de Paracaidistas situado en Guatemala sirve a la ciudad de San José y la costa del pacífico guatemalteco. Es operado y administrado por la Dirección General de Aeronáutica Civil de Guatemala.

## General

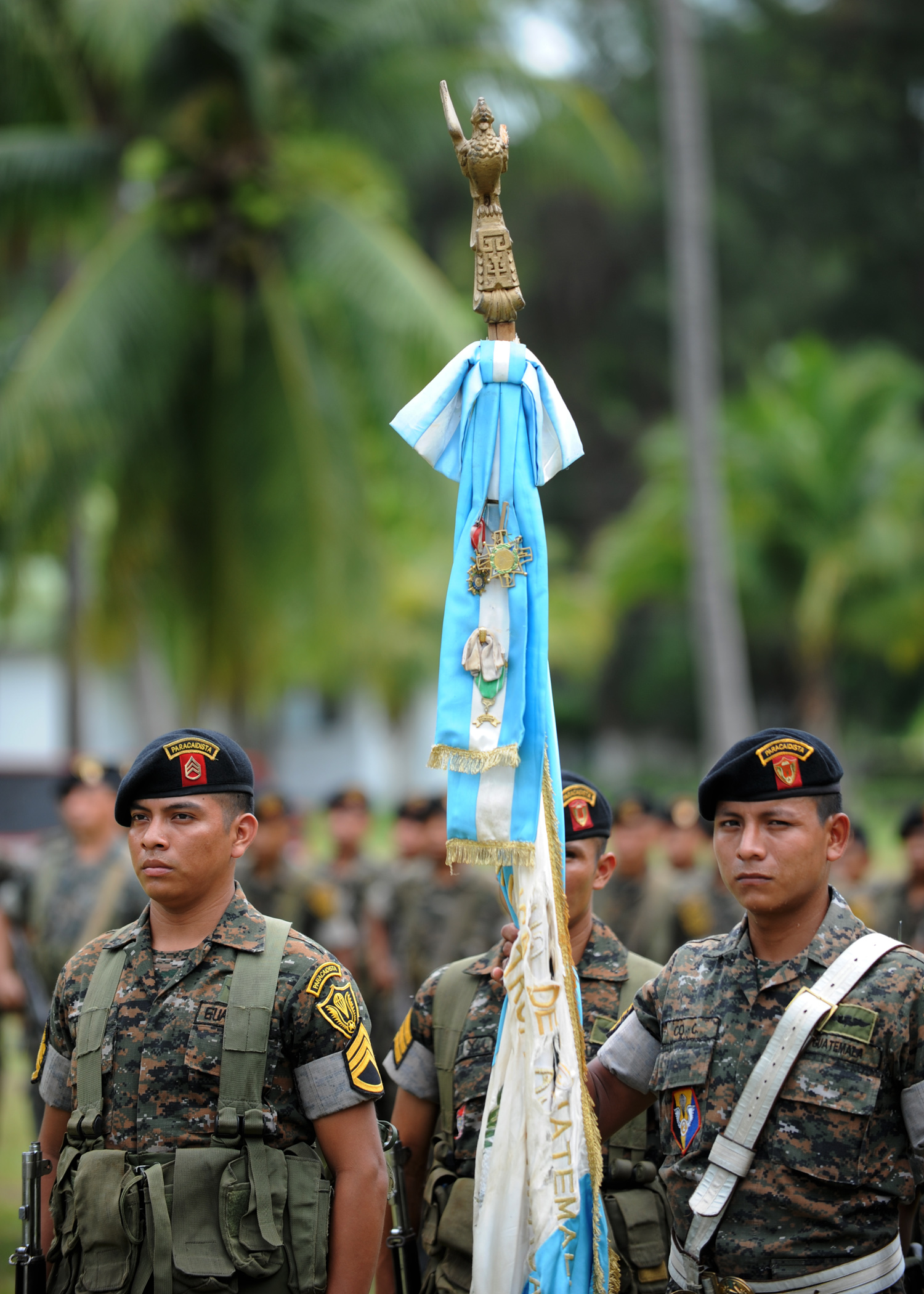
Miembros de la Brigada de Paracaidistas "General Felipe Cruz"

El Aeropuerto de San José está situado en la parte occidental de la ciudad de Puerto San José, cerca de la costa del Pacífico. El aeropuerto ha sido recientemente renovado y reabierto en septiembre de 2007 como parte de un programa de rehabilitación de aeropuertos nacionales, por lo General es usado militarmente por la Brigada de Paracaidistas General Felipe Cruz como Base militar y esterilizado para el entrenamiento de Paracaidistas usando diversas aeronaves como la De Havilland Canada DHC-6 Twin Otter y Cessna 208 Gran Caravan, al pasar de los años se han introducido diversas mejoras:
- la construcción de un nuevo edificio terminal de 2500 m², con aparcamiento.
- una nueva torre de control.
- una pista de aterrizaje nuevamente asfaltada con iluminación y señalización.

En el año 2020 tuvo una afluencia de 4,228 pasajeros y 14,169 operaciones aéreas.
- El aeropuerto es alternativo al Aeropuerto Internacional La Aurora de la Ciudad de Guatemala esto fue creado como plan por la Presidencia del Presidente Alejandro Giammatei para no "Sobrecargar las Operaciones del aeropuerto La Aurora", pero en 2024 se planea que el aeropuerto se convierta exclusivo solo para personal militar.

## Operación Centinela 2022
Desde 26 de marzo al 15 de agosto del 2022, Guatemala y varios país centro americanos estuvieron involucrados en el ejercicio centinela 2022. Este ejercicio tenía el objetivo de apoyar las áreas más vulnerables, brindar servicios médicos, dar experiencia y recomendaciones a los diferentes servicios de emergencia y así mismo realizar un análisis del entrenamiento y capacidades de respuesta de las fuerzas armadas en el momento de una tragedia, desastre natural o ataque por alguna organización criminal.
La operación centinela fue apoyada por la Oficina de Cooperación en Seguridad (OSC) de la Embajada de los Estados Unidos en Guatemala con la cooperación del Ejército de los Estados Unidos, personal médico experimentado y funcionarios en infraestructura, entrenamiento militar, supervisores y personal militar capacitado.
La operación centinela 2022 traería diferentes beneficios a los países centroamericanos involucrados en ejercicio. En Guatemala se contribuyó al desarrollo e infraestructura en las áreas más deterioradas como la salud y educación de diferentes departamentos, se tuvo planificado la construcción de escuelas en las aldeas El Remate y Paxcaman, paralelamente la posible construcción y habilitación de una clínica médica en la aldea Ixlú, que se previo su entrega para el 28 de junio del 2022.
Simultáneamente, se desarrollaron ejercicios de entrenamiento para el ejército de Guatemala, estos incluyen saltos de paracaidismo, enganchado diurno y nocturno, rescate de rehenes en movimiento (por medio de helicópteros del ejército de los Estados Unidos), en coordinación, supervisión  y capacitación del Ejército de los Estados Unidos, en  beneficios en mejoras en las capacitaciones de respuesta a amenazas de las fuerzas armadas guatemaltecas para proteger a la población.

## Aerolíneas
- Fuerza Aérea Guatemalteca, la FAG la utiliza para el entrenamiento militar y de Paracaidistas.
- Transportes Aéreos Guatemaltecos (vuelos chárter)[4]
- Air Venture Tours (vuelos chárter)
- ARM Aviación (vuelos chárter)

## Controversia
Durante 2020, el entonces presidente de la república de Guatemala, Alejandro Giammattei presentó un plan estratégico para mejorar la capacidad del Aeropuerto Internacional La Aurora, el plan proponía desviar los vuelos de carga hacia el aeródromo de San José, en Puerto de San José, Escuintla
El Aeropuerto debía de estar finalizado en un plazo de 11 meses, este mismo plazo se fue expandiendo cada vez más y no se veían mejoras en las obras, que eran una Torre de control, la ampliación de la pista de aterrizaje y un centro de abordaje.
A principios de junio de 2022 sin dar motivos razonables, el gobierno de Alejandro Giammattei paralizó los trabajos de construcción, esto dejó sin utilización al aeropuerto de san José de sus servicios como aeródromo. En inicios de 2023, el gobierno de Alejandro Giammattei anunció que se que se "reanudarán" las obras de construcción, pero varios medios de comunicación y la población del municipio de San José veían las mismas obras.
En abril de 2024, varios funcionarios denunciaron que la remodelación del Aeródromo de San José había sido un fracaso absoluto y habían anomalías en los contratos de construcción de las empresas encargadas de la construcción.
En junio de 2024, Investigadores del Ministerio Público de Guatemala llegaron al aeródromo de San José para realizar una inspección visual por parte de una  "investigación en curso" sobre la corrupción en los contratos de las empresas bajo el plan estratégico del mandato Alejandro Giammattei.